# مساقط
مساقط (به عربی: مساقط) شهری در چاد است که در Haraze Al Biar واقع شده‌است. مساقط ۱۸٬۸۷۲ نفر جمعیت دارد.

## جمعیت‌شناسی
| سال  | جمعیت |
| ---- | ----- |
| ۱۹۹۳ | ۱۳۱۸۵ |
| ۲۰۰۸ | ۱۸۸۷۲ |